# Goran Sankovič
Goran Sankovič (* 18. Juni 1979 in Celje, Jugoslawien; † 4. Juni 2022) war ein slowenischer Fußballspieler.

## Karriere

### Verein
Sanković spielte zwischen 1996 und 2001 in seiner Geburtsstadt für den CMC Publikum Celje. Anschließend wechselte er in die Tschechische Republik, wo er eine Saison bei Slavia Prag spielte. Zwischen 2002 und 2004 verbrachte er zwei Spielzeiten in Griechenland. Für Akratitos bestritt er kein einziges Pflichtspiel, bei Panionios Athen kam er zu einem einzigen Einsatz, wurde jedoch bereits nach 42 Spielminuten ausgewechselt. 2004 beendete er seine Spielerkarriere aufgrund einer schweren Knieverletzung.

### Nationalmannschaft
Sanković gehörte verschiedenen slowenischen Auswahlmannschaften an und durchlief alle Juniorenklassen. Zwischen November 2001 und Mai 2002 kam er zu fünf Einsätzen in der slowenischen Nationalmannschaft, wobei er in vier Partien eingewechselt wurde. Sein Debüt gab er am 14. November 2001, als er im WM-Qualifikationsspiel gegen Rumänien in der 63. Spielminute für Milenko Ačimovič eingewechselt wurde.
Nach erfolgreicher Qualifikation für die Weltmeisterschaft 2002 wurde Sanković von Nationaltrainer Srečko Katanec in das slowenische Aufgebot berufen, kam aber im Verlauf des Turniers nicht zum Einsatz. Nach drei Niederlagen schied Slowenien am Ende der Vorrunde aus.

## Tod
Nachdem Sankovič am Morgen des 3. Juni 2022 sein Kind zur Schule gebracht hatte, verschwand er zunächst spurlos. Im Rahmen einer polizeilich eingeleiteten Ermittlung wurde er am folgenden Tag unter ungeklärten Umständen tot aufgefunden.